# ル・トゥール・デュ・モンド
ル・トゥール・デュ・モンド (仏：Le Tour du monde) は、1860年1月に創刊したフランスのイラスト入り旅行週刊誌。1895年からは「Le Tour du monde, journal des voyages et des voyageurs」（世界中の旅行と旅行者の日記）というタイトルで1914年7月まで出版された。また、雑誌刊行後も順次年次版の書籍に編纂され、通巻で全99冊出版された。

## 歴史

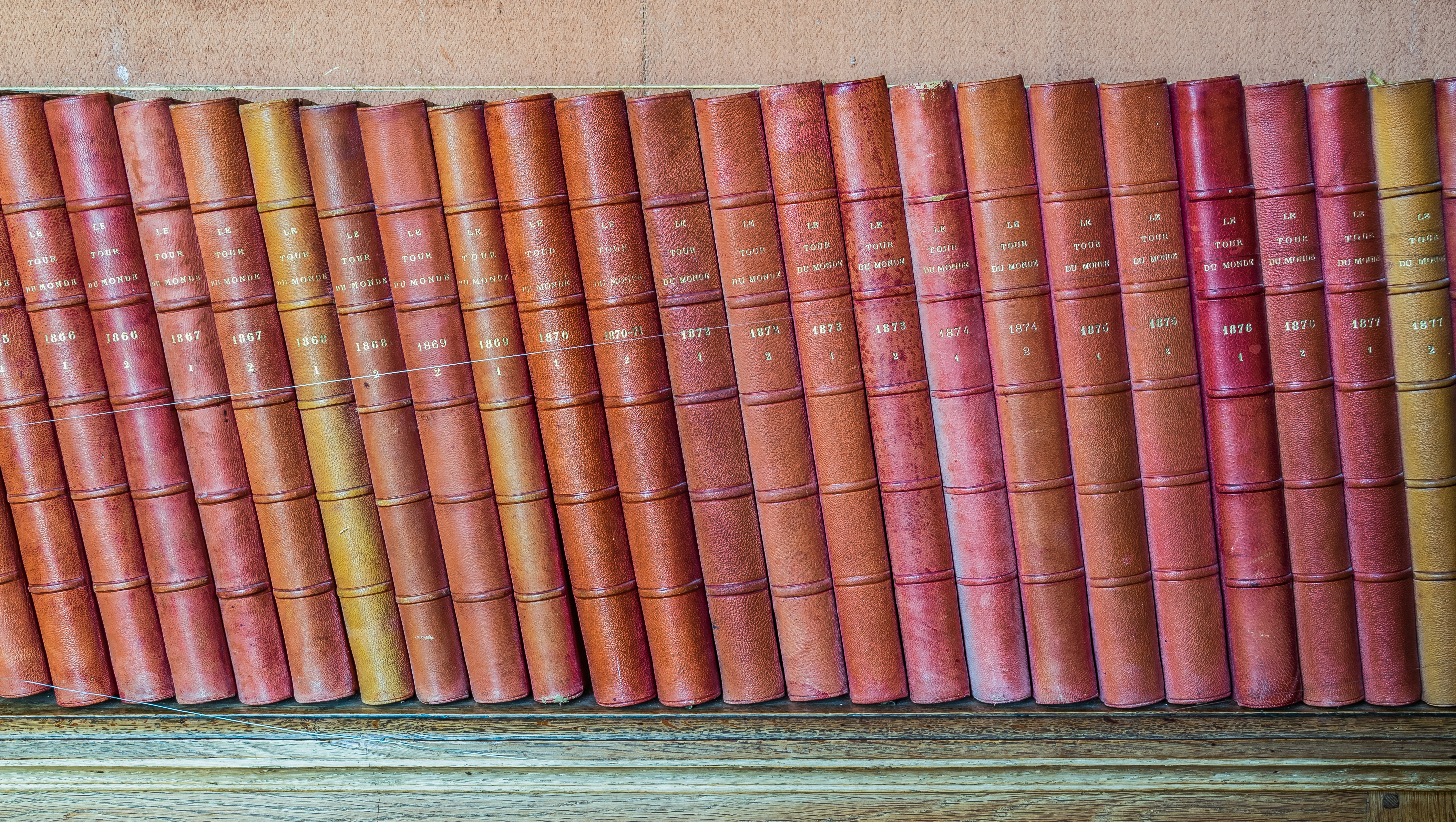
年次版の書籍
（モントレゾール城 収蔵）

本誌の第一期シリーズ『 Le Tour du monde, nouveau journal des voyages 』は、百科全書的なグラフィック雑誌「ル・マガザン・ピトレスク」の編集長であるエドゥアール・シャルトンが、ルイ・アシェットの支援のもとに創刊した。誌面はテキストと木版画で構成されており、まず週刊小冊子の形式で駅の売店で販売したものを、半年ごとに年次版の書籍にまとめて書店で販売した。1895年には第二期シリーズとして「Le Tour du monde, journal des voyages et des voyageurs」というタイトルで刊行を開始した。この頃になると、図版には写真版画や多色石版が使われるようになった。

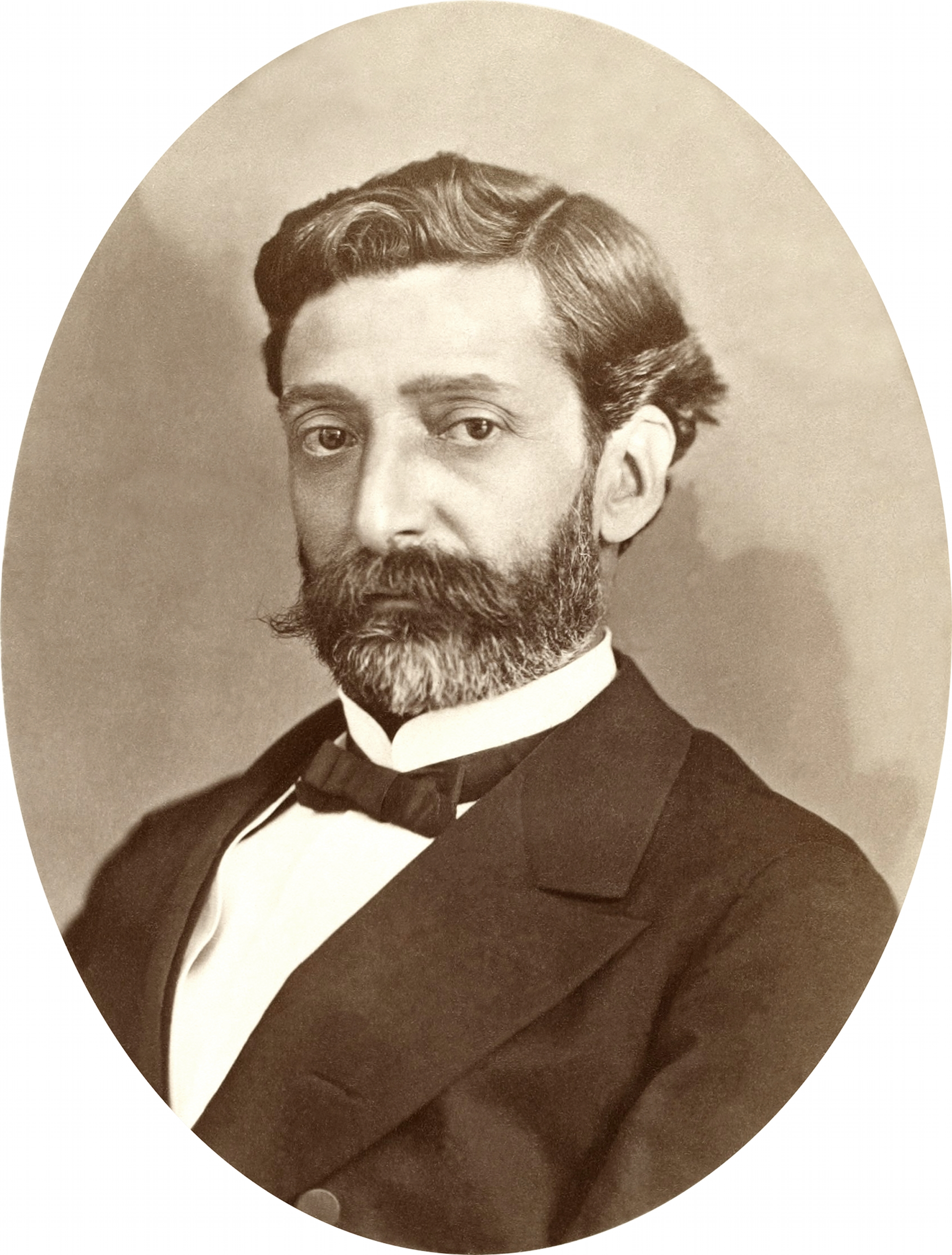
フランソワ・エドゥアール・レーナル
彼はオークランド諸島における遭難体験を本誌に発表している (1869年7月、495,496,497号)。

本誌は購買層を著名人に絞り、エリゼ・ルクリュ、ジョン・パリサー、フランソワ・エドゥアール・レーナルなどの学者や探検家のほか、ジャック・ギオー、ギュスターヴ・ドレ、エドゥアール・リウー、シャルル・バルバンなど百名以上の画家や版画家を起用して、毎週旅行と探検に関する情報を提供した。これは当時の文化人たちにも影響を与えたが、結果的にこれらの遠征が行なわれた19世紀末から20世紀の始まりにかけての時期、すなわち1860年代初頭のナイル川の水源の発見から1911年末の南極点到達までの50年間は、西洋人による世界探検が実り多かった最後の時期となった。
『ル・トゥール・デュ・モンド』は年次版書籍の第一期シリーズを68巻、第二期シリーズを31巻刊行したのち、1930年2月に雑誌社の「レクチュール・プール・トゥス」に買収された。

## 内容
各号は少なくとも16ページ以上で、ヘッダの下部または表紙全体にモノクロームのイラストが使われ、本文では半ページから3ページ分がそれに充てられた。それらの版画はシャルル・ラウレの工房で印刷されている。創刊年には52号分が刊行されたが、刊行履歴に見られるとおり、ひとつの旅行記がしばしば複数の号にまたがって掲載されており、巻数と号数に食い違いがある。

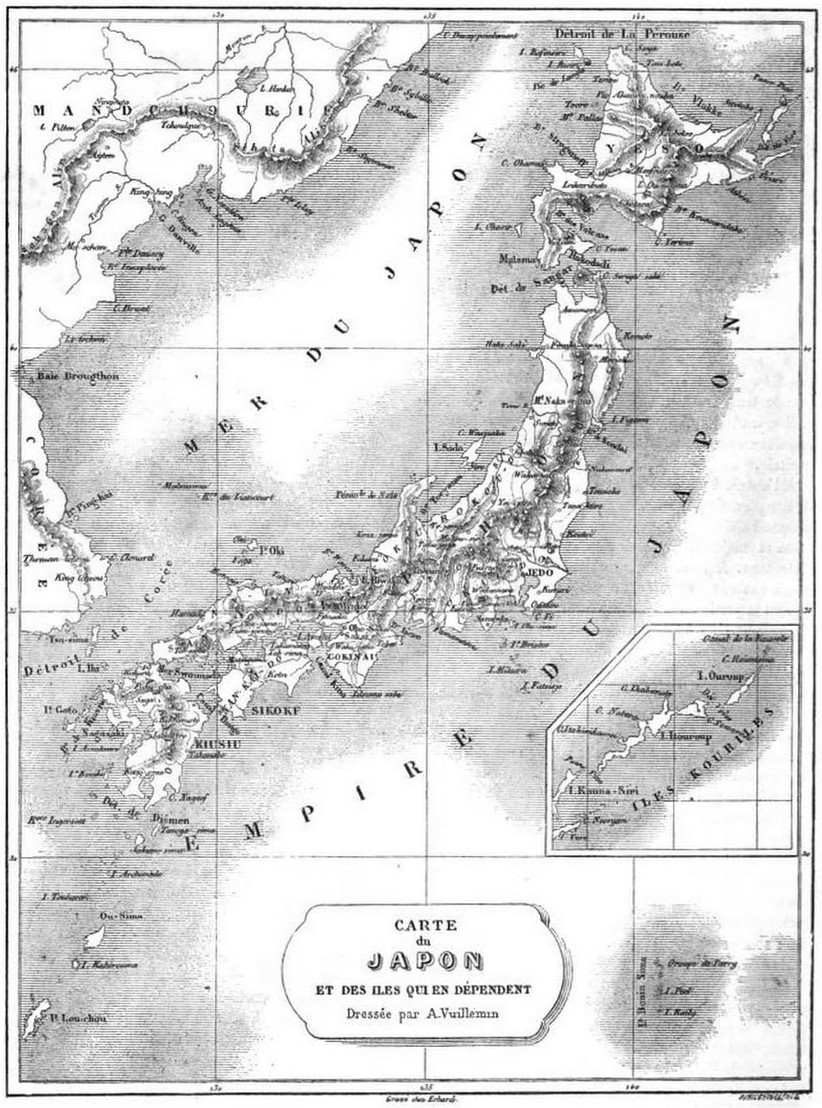
誌面に掲載された日本地図
(作成：アレクサンドル・ヴィレミン)

### 1860年の刊行履歴
1. 001 - トルキスタンへの旅行者アドルフ・シュラーギントヴァイトの死。1857年、16ページ
2. 002 - ジョン・フランクリンと彼の仲間
3. 003 - オーストリアのフリゲート艦、ノヴァラ号の世界一周旅行。1857-59年
4. 004 - コーチシナの未発表通信から取られたメモ。1859年
5. 005,006 - ギヨーム・レジャンによるアルバニアとモンテネグロへの旅。1858年、32ページ
6. 007 - アムール川の源流から河口までの探検。
7. 008, 020,021 - カスピ海の海岸線を辿る。48ページ
8. 009,010,011 - グロ男爵の中国と日本への旅。アルフレッド・モジュ侯爵による記録。1857-58年、48ページ
9. 012 - エリゼ・ルクリュのニューオーリンズ旅行記録から。1855年
10. 013 - ジョン・マクドナルド号による赤道上の航海。アンリ・ミシュランによる報告。
11. 014 - モロッコ旅行。1670-1789-1860年
12. 015 - ジョヴァンニ・マリア・マスタイ＝フェッレッティによる南アメリカ旅行。ジェノヴァからサンティアゴまで。1823-24年
13. 016 - チャールズ・ジョン・アンダーソンの南アフリカ探検と狩り。
14. 017 - アメリカ海軍、エリシャ・ケント・ケーン博士によるニューヨークから北緯82度線までの北極海探検記から。1853-54-55年
15. 018,019 - ジョン・パリサーのロッキー山脈探検。1857-59年
16. 020,021 - バクーからトビリシまでのカスピ海と黒海の旅。1858年
17. 022,023,024 - ボールドウィン・ミュールハウゼンによるミシシッピ川から太平洋岸までの航海。1853-54年、48ページ
18. 025,026 - パレスチナ旅行 (1856-59年）エルサレムでの15日間（1856年）
19. 027 - フェリックス・ブーケロットのシチリア島での一か月。1843年
20. 028,029 - アルテュール・ド・ゴビノー伯爵のペルシアの旅。1855-58年、32ページ
21. 030 - アントニー・トロロープの西インド諸島への旅。1858-59年
22. 031,032 - ポール・リアンによるスカンディナヴィア諸国への旅。
23. 033,034,035 - アントナン・プルーストのアトス山への旅。48ページ
24. 036 - チャールズ・ダーウィンの旅。ガラパゴス諸島、群島、環礁、珊瑚島。
25. 037,038 - Ouvarovskiのヤクーチアへの旅。1830-39年
26. 039,040,041 - アフリカ中心部への旅と発見。ハインリヒ・バルト博士の報告。1849-55年、48ページ
27. 042 - ウォーガン男爵のカリフォルニアへの旅と冒険。1850-52年
28. 043,044,045 - ベンガル工兵隊、ヘンリー・ユール大尉によるビルマ、アヴァ王朝への旅。1855年
29. 046,047,048 - リチャード・フランシス・バートン大尉の南アフリカ大湖沼の旅。1857-59年、48ページ
30. 049 - リチャード・ヘンリー・デイナのキューバ島への旅。1859年
31. 050,051,052 - アドルフ・ジョアンの旅。1850-60年、48ページ

## イラスト・ギャラリー

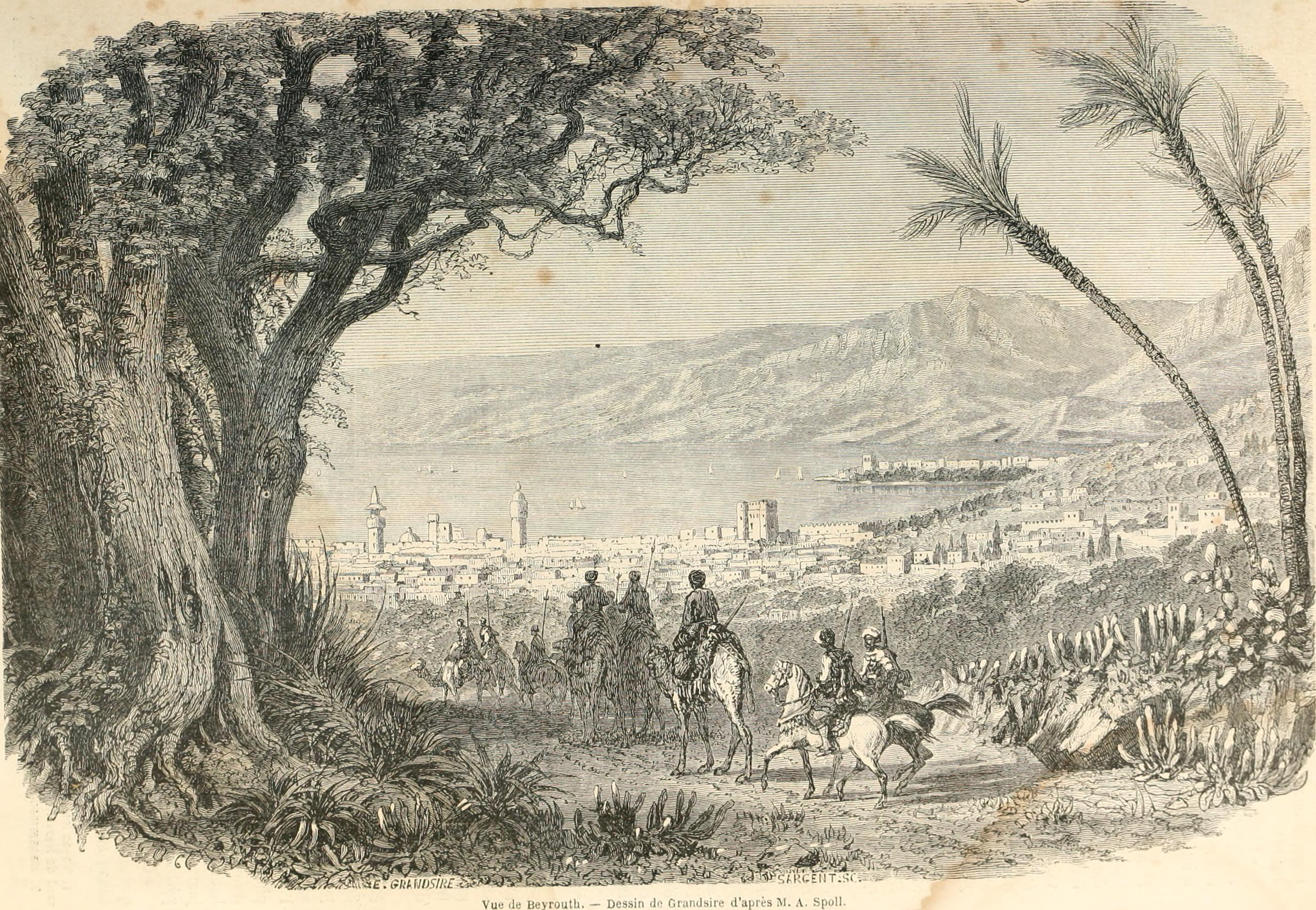
ベイルートにて (レバノン)
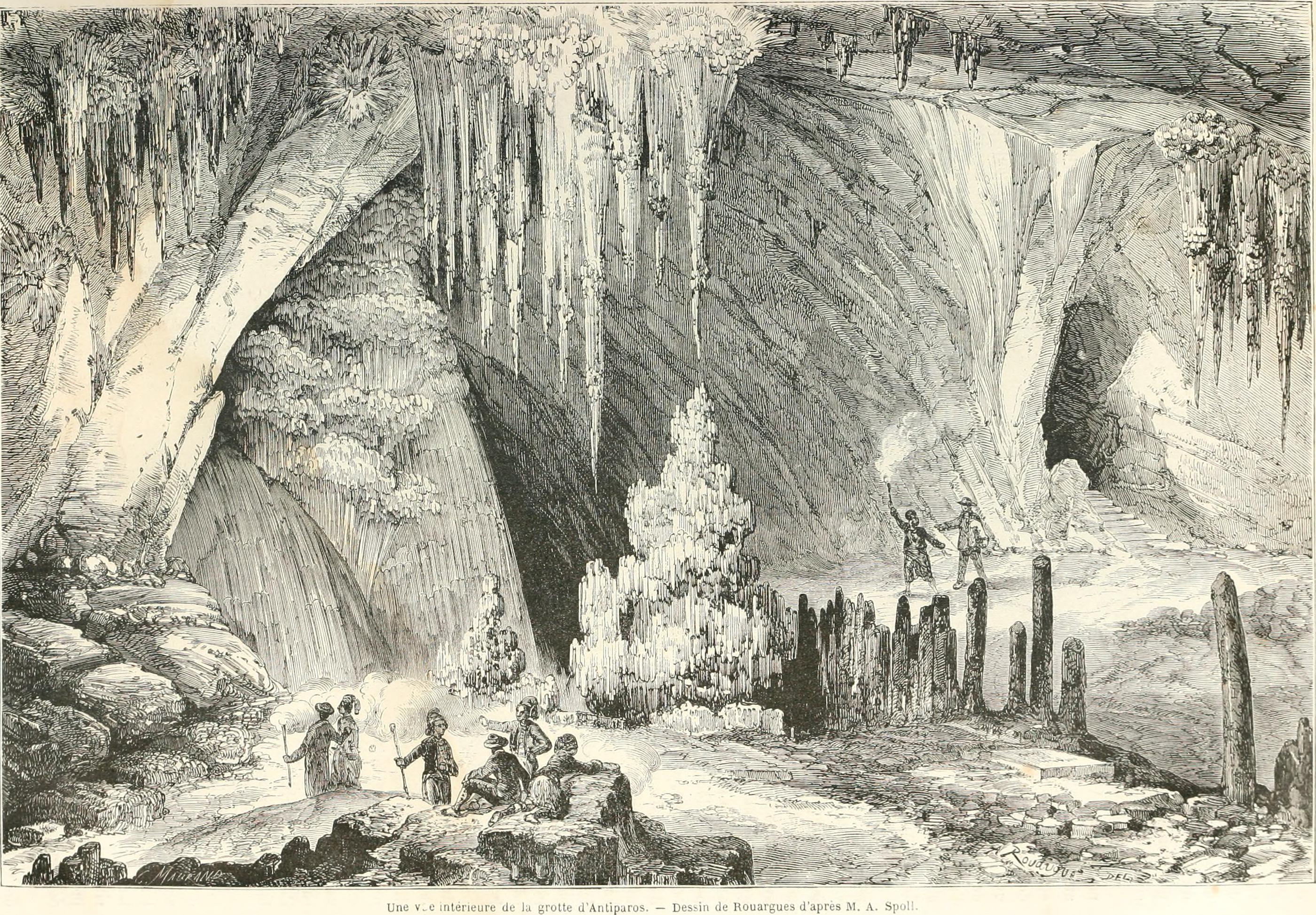
アンティパロス島の洞窟 (ギリシャ)
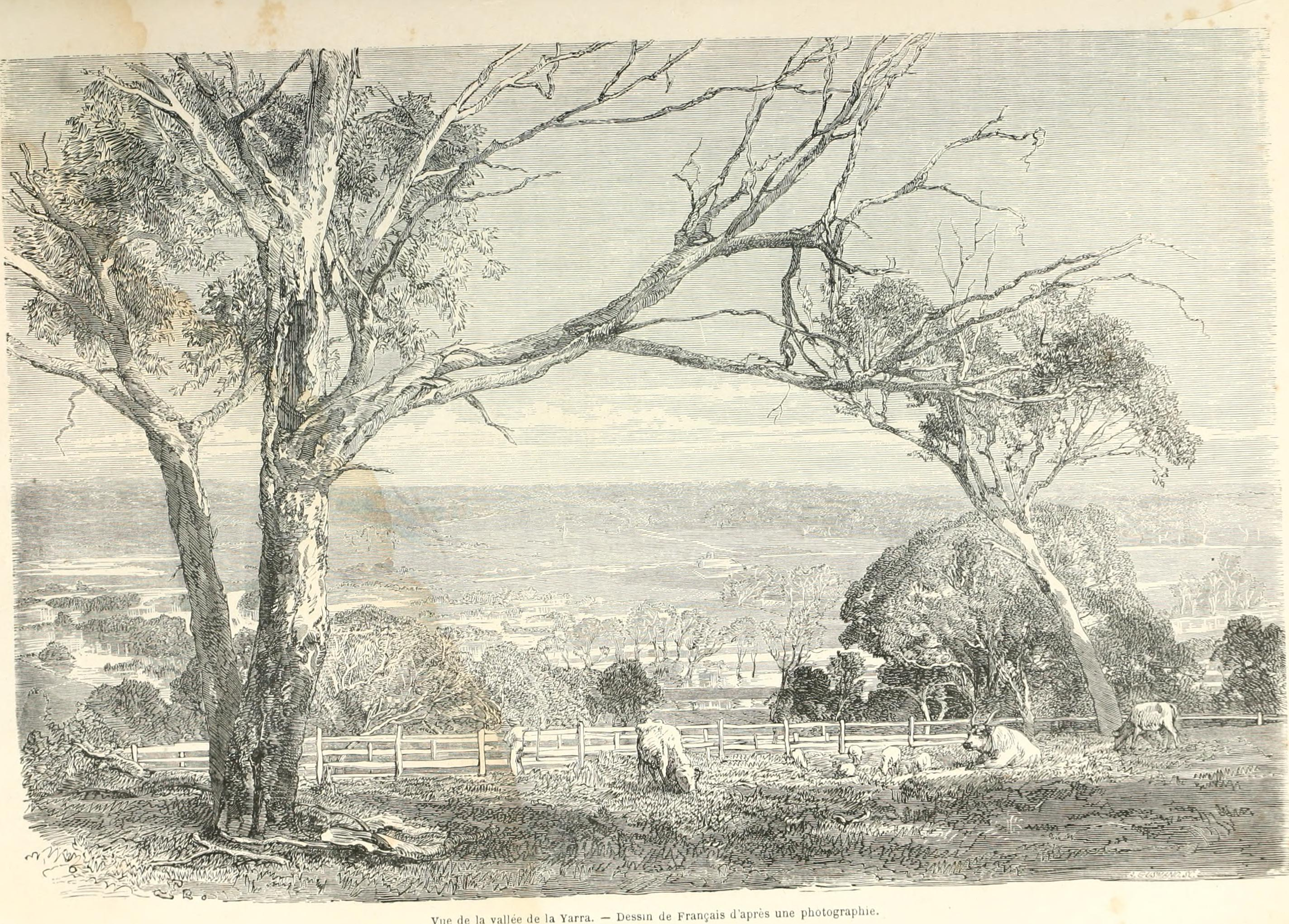
ヤラ渓谷 (オーストラリア)
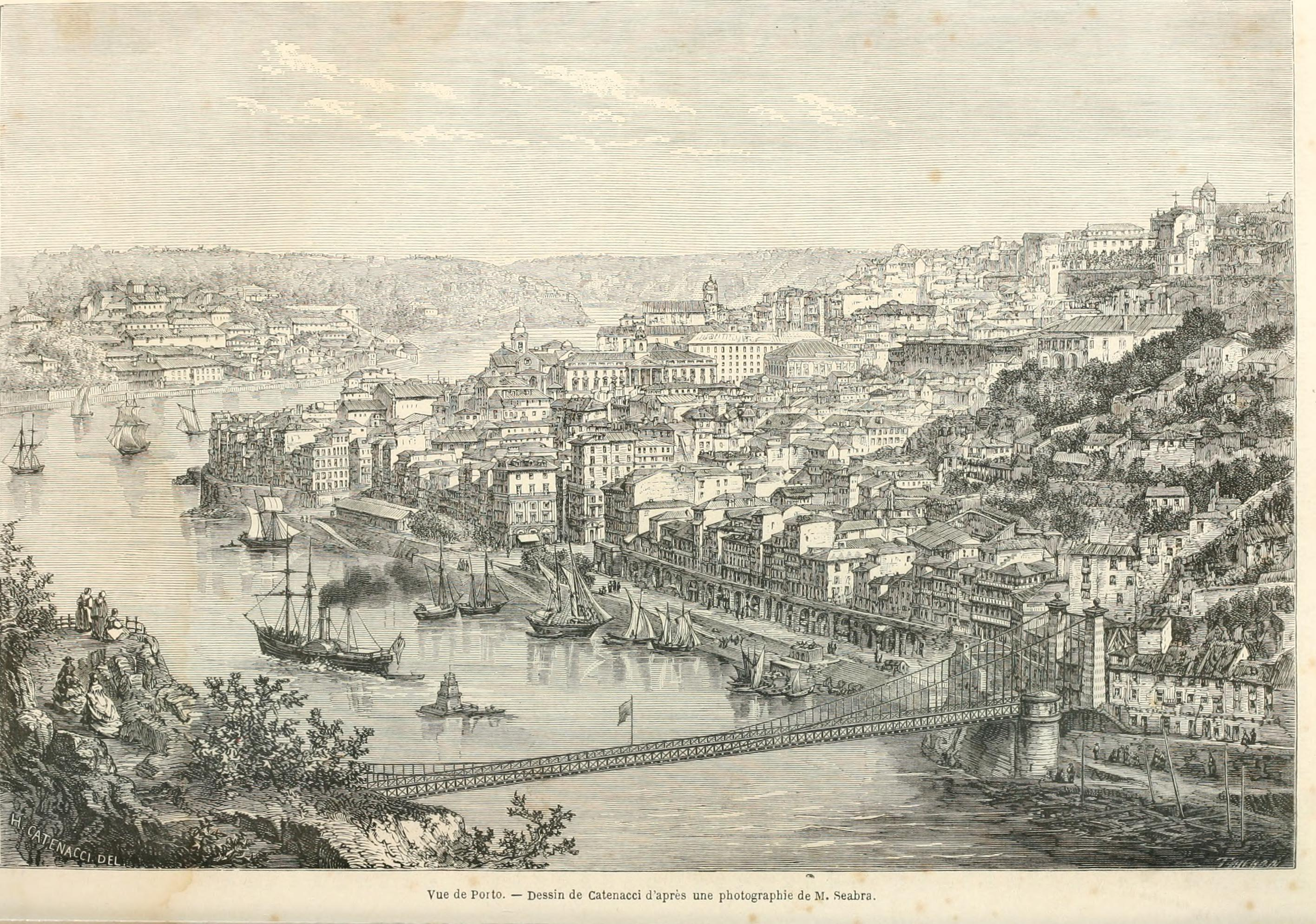
ポルト (ポルトガル)

1860年発行誌より
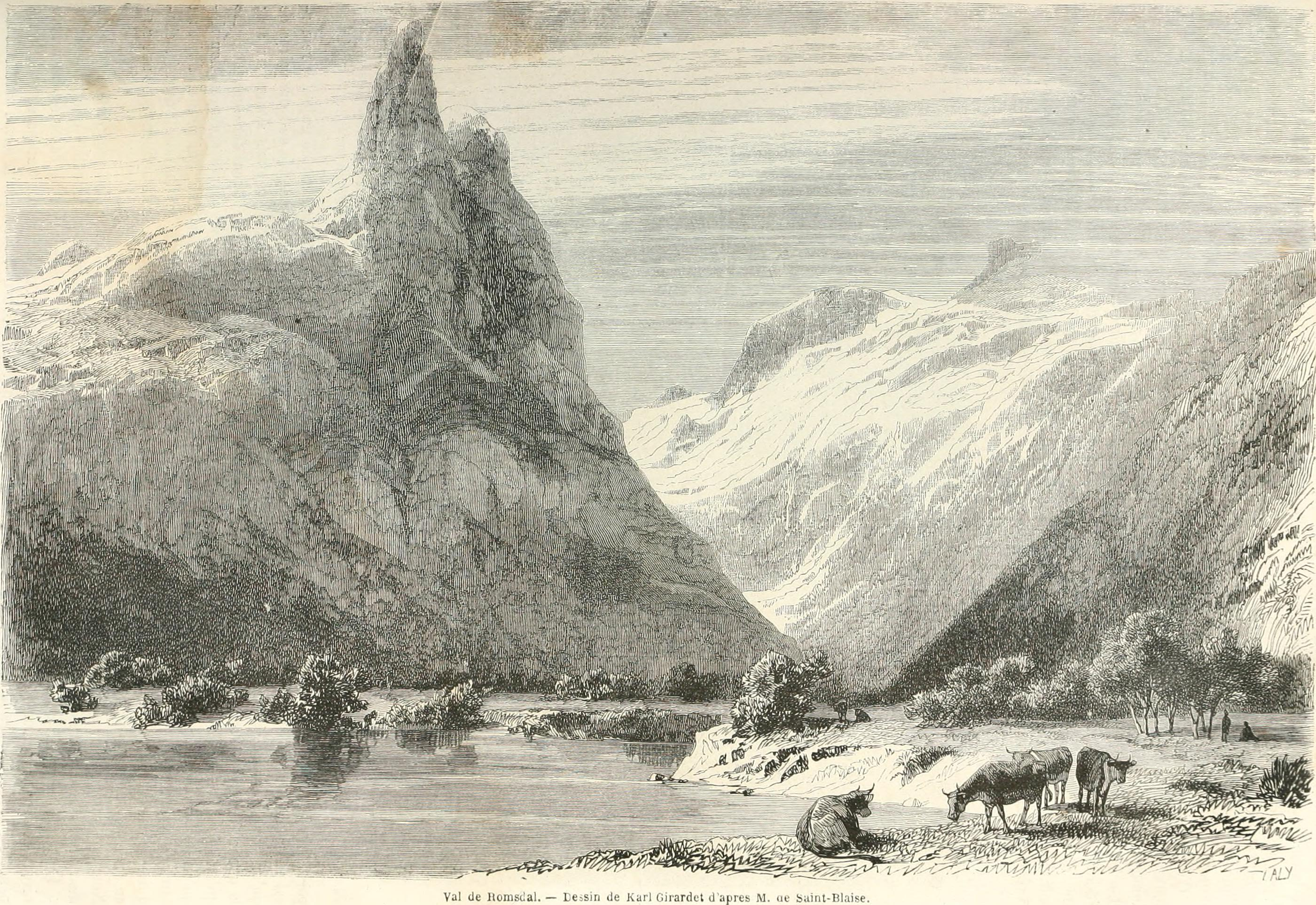
ロムスダール渓谷 (ノルウェー)
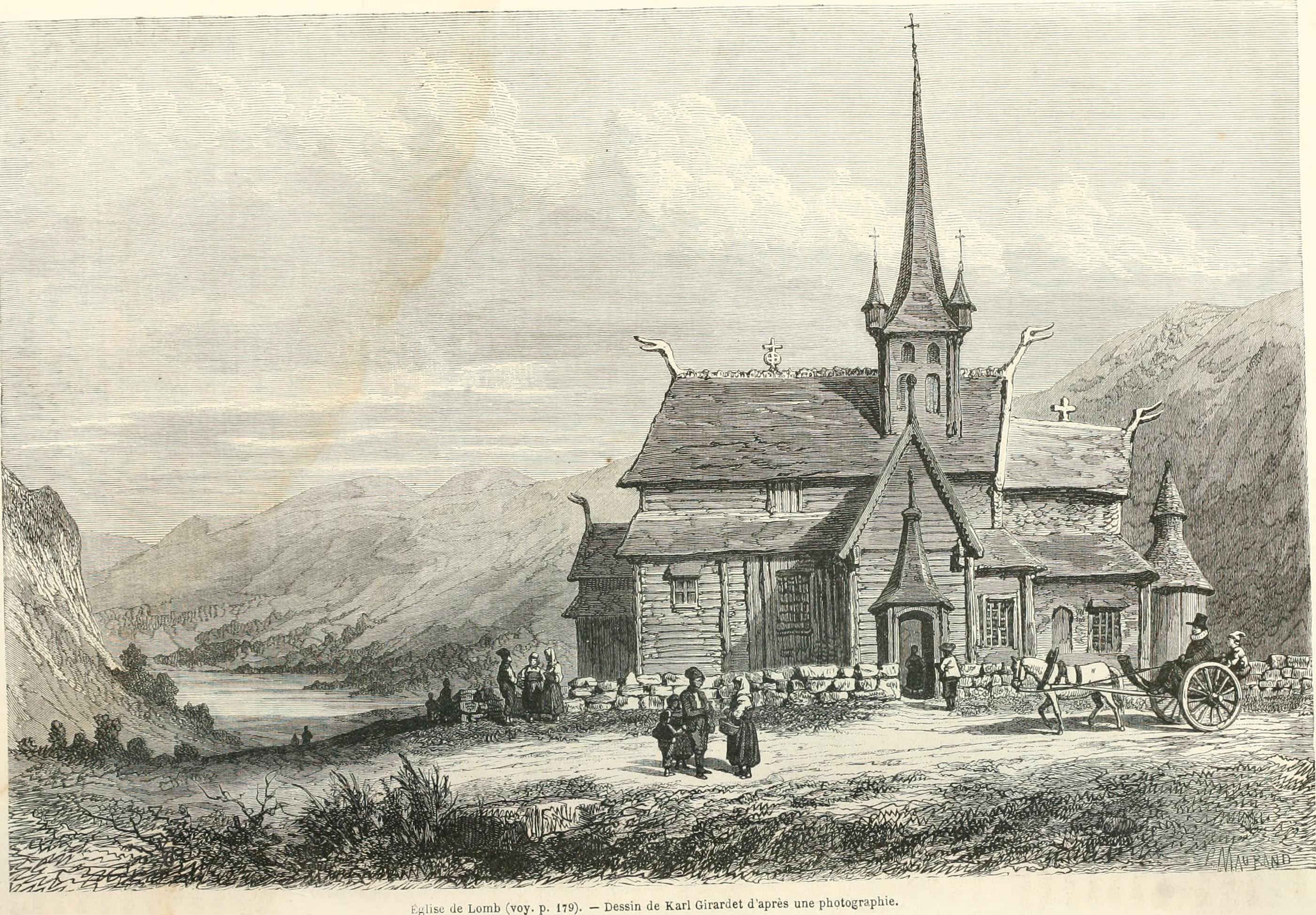
ロムのスターヴ教会 (ノルウェー)
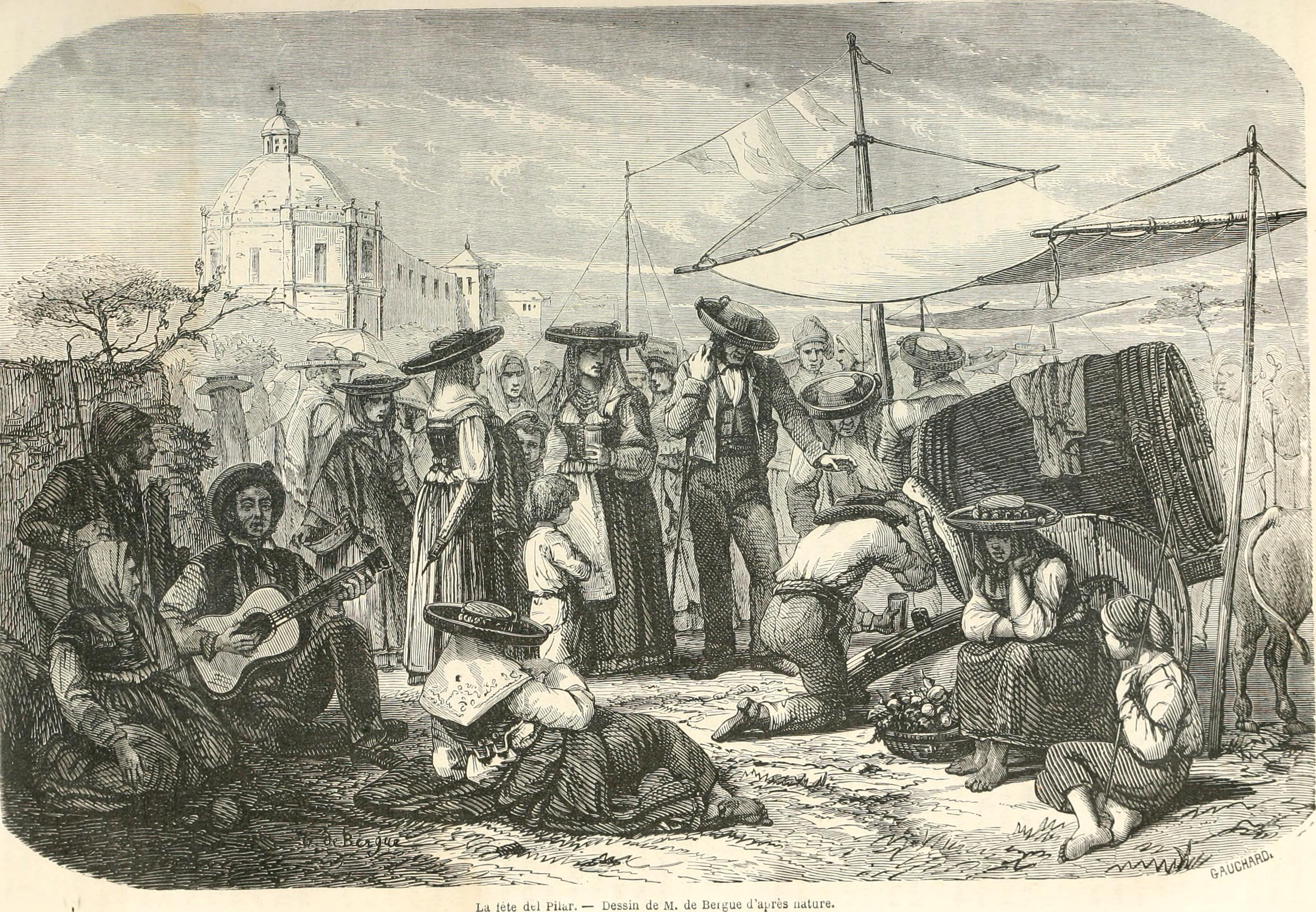
ピラール祭 (スペイン)
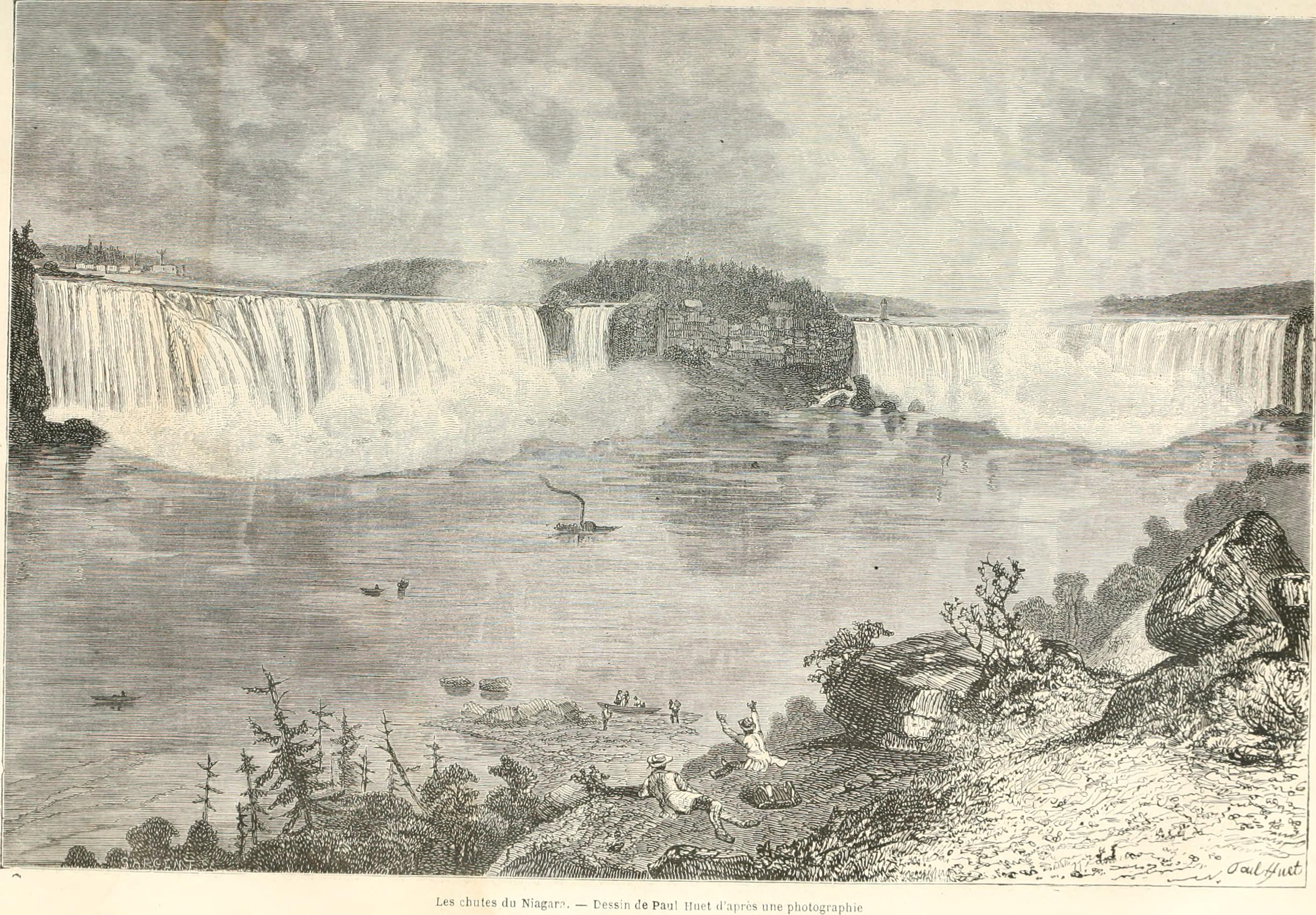
ナイアガラの滝 (カナダ - アメリカ)

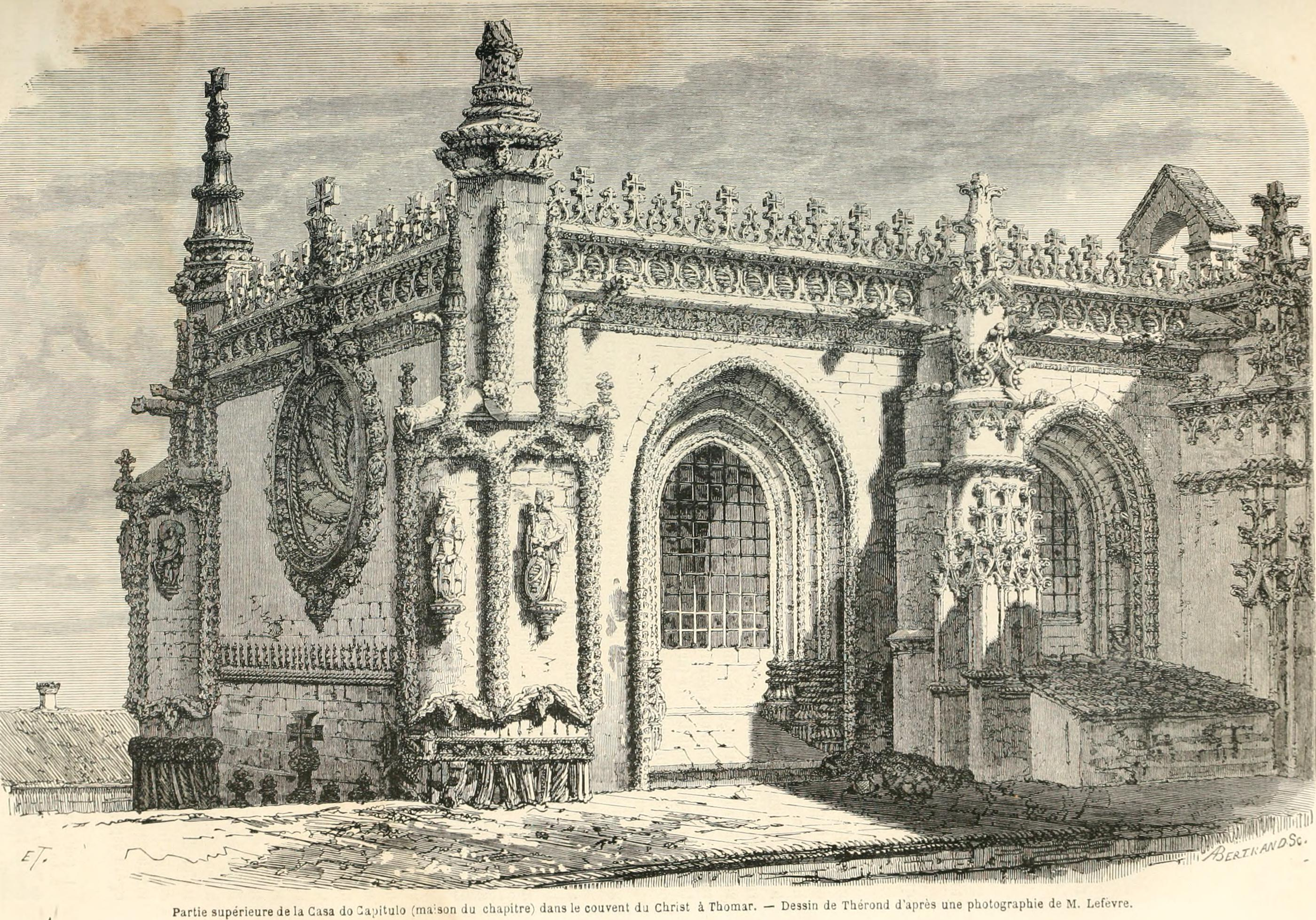
キリスト教修道院 (ポルトガル)
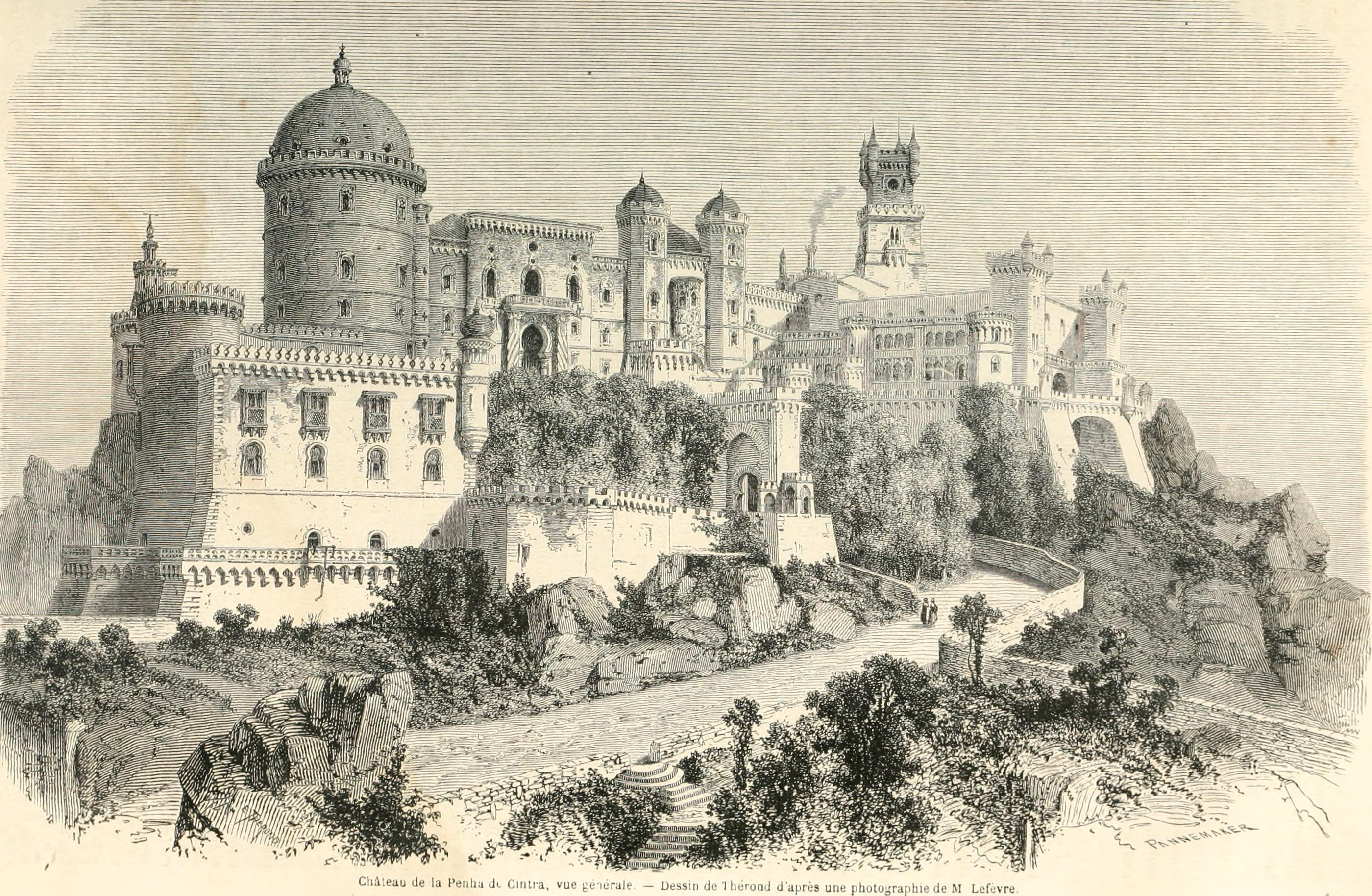
ペーナ宮殿 (ポルトガル)
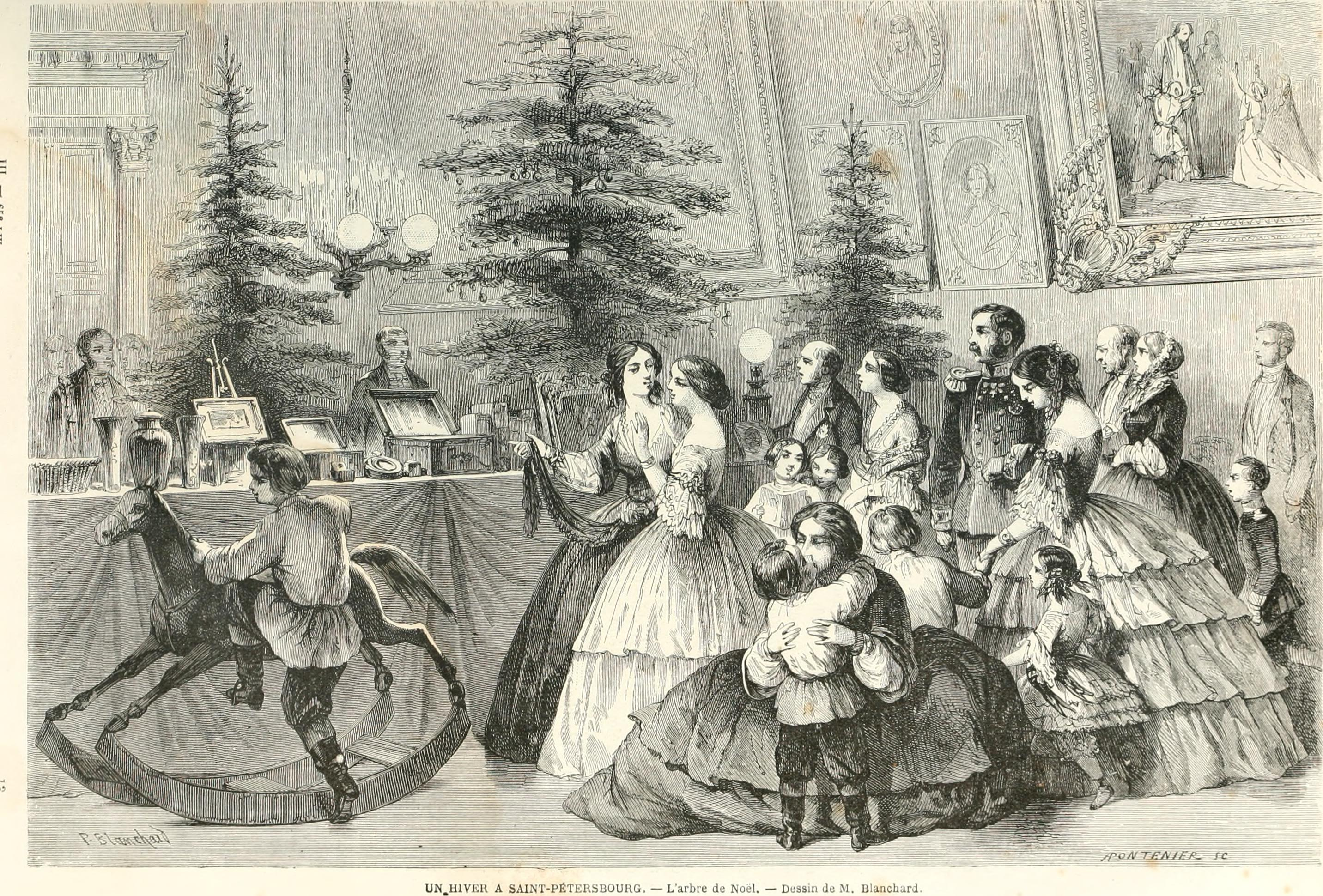
サンクトペテルブルグの新年のツリー (ロシア)
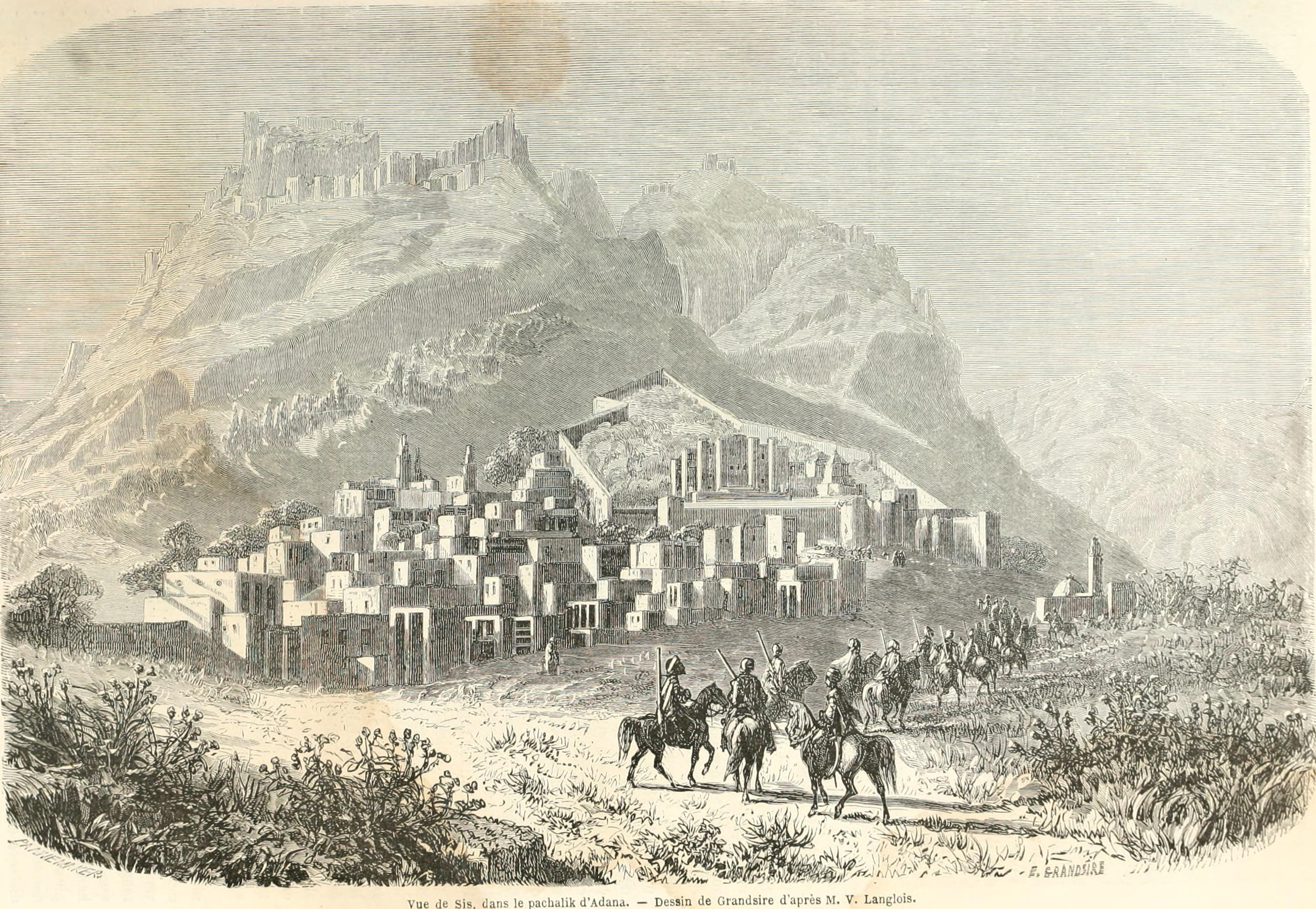
アダナのパチャリク (トルコ)

- ベイルートにて
 (レバノン)
- アンティパロス島の洞窟
 (ギリシャ)
- ヤラ渓谷
 (オーストラリア)
- ポルト
 (ポルトガル)

## 関連紙誌
※発刊順に列記
- イラストレイテド・ロンドン・ニュース
- イリュストラシオン
- イルストリールテ・ツァイトゥング
- ラ・イルスタシオン
- ル・モンド・イリュストレ
- ユニヴェール・イリュストレ
- ル・トゥール・デュ・モンド
- イリュストラシオン・ユーロピエンヌ
- パリ・イリュストレ
- ラヴィ・イリュストレ